# V. Gergely pápa
V. Gergely (latinul: Gregorius), (969/972 – 999. február 18.) léphetett 140.-ként Szent Péter örökébe 996. május 3-án. A világtörténelem első német származású pápájaként számontartott Gergely erős német befolyásra léphetett fel a trónra, ezért aztán uralkodása során folyamatosan szembe kellett néznie a városi nemesekkel. Ez az ellentét pontifikátusa alatt harcokhoz vezetett, amely végül elrendezte Róma hatalmi viszonyait.

## Élete
969–972 körül született Karintiában, eredetileg Brúnó néven. Ottó, karintiai herceg és Judit hercegnő gyermeke, Nagy Ottó császár unokája, és a regnáló III. Ottó király unokaöccse. Élete során a család és származása mindig nagy szerephez jutott. Tanulmányait szerzetesek felügyelete alatt végezte, és így került közel az egyházi szolgálathoz. Felszentelése után az udvarban kapott helyet, az uralkodó udvari káplánja lett. Amikor XV. János pápa a császári koronát ajánlotta Ottónak, ha cserébe visszaállítja a pápai hatalmat Rómában, az udvar Itáliába vonult. Azonban mire az örök városba ért, János már halott volt. A város nemessége felajánlotta a császárnak, hogy válasszon ő méltó utódot János pápa trónjára. Ottó Gergelyt jelölte ki, így a pápaválasztó zsinat az uralkodó kívánságára 996. május 3-án felszentelte Brúnót a keresztény egyház vezetőjének, aki ekkor felvette a Gergely nevet.
996. május 21-én az újdonsült egyházfő császárrá koronázta III. Ottót. Egész pontifikátusára jellemző volt, hogy Gergely szoros kapcsolatban állt koronás rokonával. Így néhány nappal Ottó ragyogó koronázása után, zsinatot hívtak össze. Ezen a gyűlésen ismét elítélték a franciaországi Reims érseki székének bitorlóját, Gerbert apátot, és követelték a jogos érsek, Arnulf hatalmának helyreállítását. Amikor a császár elhagyni készült Rómát, még biztosítani akarta a pápák tartós uralmát a térségben, ezért száműzni akarta Numentanust, a Crescenti család leghatalmasabb tagját. Gergely közbenjárására azonban Ottó elállt tervétől.
Ez később baklövésnek bizonyult, hiszen Ottó távozása után Numentanus fellázadt a pápa ellen. A római nemesség olyan hevességgel támadt az egyházfőre, hogy Gergely kénytelen volt északra menekülni. Numentanus nem elégedett meg a pápa elűzésével, új egyházfőt nevezett ki, méghozzá a görög származású Philagathosz János, rossanói püspök személyében, aki XVI. János néven ellenpápaként foglalta el a szent széket.
Gergely Spoletóban talált menedéket, ahonnan kétszer is megkísérelt visszatérni a városba, de mindig visszaverték csapatait a római nemesek. Elkeseredettségében levelet írt Ottónak, aki Paviában fogadta unokaöccsét. Itt ismét zsinatot hívtak össze, amelyen a pápa kiátkozta Numentanust és az ellenpápát a keresztény egyházból. Ezen a gyűlésen került elő II. Jámbor Róbert francia uralkodó problémája is. Róbert bitorolta a pápa püspök-kinevezési jogát, ráadásul feleségül vette vérrokonát, Berthát. Gergely gyorsan határozott, és a történelemben először kiközösített egy uralkodót. Ennek hatására Róbert azonnal felhagyott a püspöki beiktatásokkal, és párjául egy Constance nevű hölgyet választott rokona helyett. A paviai zsinaton ismét felszólították Gerbert apátot, hogy érseki hivatalát adja át Arnulfnak. A gyűlés után ennek érvényt is szereztek, és hálából Gerbertet a ravennai egyházmegye élére nevezték ki. A zsinaton Gergely megerősítette a pápaválasztásról szóló szabályokat, és határozottan fellépett a szimónia ellen.
Ezek után Ottó sereget gyűjtött maga mellé, és Róma felé vonult, hogy megtorolja a becsületén esett sérelmeit. Amikor a császári sereg jövetelének híre elterjedt az örök városban, János azonnal elmenekült Rómából. Numentanus nemesi seregével az Angyalvárba zárkózott. 998 elején a német hadak bevonultak Rómába. Ottó emberei üldözni kezdték az ellenpápát, akit hamar el is fogtak, majd a császár színe elé vittek. Ezúttal nem volt kegyelem Gergely és az egyház ellenségeinek, és Ottó parancsára XVI. Jánosnak levágták az orrát és a füleit, kivágták a nyelvét és megvakították. Ezután nyilvánosan megfosztották bitorolt hivatalától, és a németországi Fulda kolostorába száműzték. Ezután a császáriak megostromolták az Angyalvárat, majd annak bevétele után az erőd falain felkötötték Numentanust.
Miután Gergely hatalma ismét helyreállt, az idegen seregek élén Ottó távozott Rómából. A pápa politikáját sosem befolyásolta a császár, noha mindig együttműködött vele. A római rendteremtés után Gergely fogadta Aelfric canterbury érseket, akinek saját palliumát ajándékozta oda, hogy az érsek ezzel is tudja igazolni hazájában a szentatya támogatását. Több német kolostornak és egyháznak biztosított privilégiumokat, és akik az egyházi jogokat tiporták, azokat nem félt kiközösíteni. Így történt ez Ivrea márkijával, Ardoinnal is.
A pápa 27 éves korában 999. február 18-án váratlanul meghalt. Halálakor mérgezésre gyanakodtak, de valójában a malária okozta. Sírját a Szent Péter-bazilika őrzi.

## Művei
- Documenta Catholica Omnia (latin nyelven). (Hozzáférés: 2011. december 6.)